# Finley (Washington)
Finley az Amerikai Egyesült Államok északnyugati részén, Washington állam Benton megyéjében elhelyezkedő statisztikai település. A 2010. évi népszámlálási adatok alapján 6012 lakosa van.
Finley postahivatala 1906 és 1935 között működött. A település névadója George E. Finley telepes.

## Népesség
A település népességének változása:
| Lakosok száma | 4897 | 5770 | 6012 | 6152 |
|               | 1990 | 2000 | 2010 | 2020 |

## Fordítás
- Ez a szócikk részben vagy egészben  a   Finley, Washington című angol Wikipédia-szócikk ezen változatának fordításán alapul.  Az eredeti cikk szerkesztőit annak laptörténete sorolja fel. Ez a jelzés csupán a megfogalmazás eredetét és a szerzői jogokat jelzi, nem szolgál a cikkben szereplő információk forrásmegjelöléseként.